# Portretul lui William Sisley
Portretul lui William Sisley este o pictură în ulei pe pânză realizată de Auguste Renoir în 1864. A fost expus pentru prima dată sub titlul Portretul lui M. W. S. la Salonul din 1865, unde a fost acceptat împreună cu Seară de vară (Soirée d'été), un tablou considerat în prezent pierdut. Probabil că a fost comandat lui Renoir de către prietenul său Alfred Sisley pentru a-l ajuta să facă față dificultăților sale financiare. Tabloul îl înfățișează pe tatăl lui Sisley, William, un om de afaceri născut în Franța în 1799 dintr-un tată englez. Portretul lui William Sisley este deținut în prezent de Musée d'Orsay.
Această lucrare de început arată influența realismului asupra lui Renoir, exemplificată de artiști precum Gustave Courbet, precum și neoclasicismul lui Jean-Auguste-Dominique Ingres, un favorit al lui Renoir.